# Willy William
Willy William (Fréjus, 27 giugno 1981) è un disc jockey, produttore discografico e cantante francese di origini giamaicane e mauritane.

## Carriera
Willy William ha iniziato la sua carriera musicale nei primi anni 2000 come DJ e produttore, emergendo sulla scena francese con collaborazioni come quella con DJ Flex. È salito alla ribalta nazionale nel 2009 con il gruppo Collectif Métissé, noto per il brano estivo Laisse-toi aller bébé.
Nel 2015 ha avviato la carriera solista con l’album Une seule vie, da cui è tratto il successo Ego, brano che ha ottenuto popolarità in Europa e oltre.
Nel 2017 ha raggiunto la fama internazionale grazie alla collaborazione con J Balvin nel brano Mi gente, un enorme successo mondiale, che ha superato 3 miliardi di visualizzazioni su YouTube e oltre 1 miliardo di stream su Spotify. La versione remix con Beyoncé ha ulteriormente amplificato la visibilità del brano.
Negli anni successivi, Willy ha continuato a produrre e collaborare con artisti globali, fondendo vari stili musicali e mantenendo una forte presenza nelle classifiche internazionali.
I suoi remix e le sue collaborazioni lo hanno reso famoso soprattutto in Francia dove ha ottenuto per le sue vendite svariati dischi di platino e d'oro.
Il suo primo album, Une seule vie, è stato pubblicato nel novembre 2015. 
È stato ospite a Sanremo 2016, dove ha ricevuto il disco d'oro in Italia. Il singolo Ego è entrato nella top 10 in Belgio, Francia e Italia.
Il 2017 marca una svolta nella sua carriera con Mi gente, una collaborazione con J Balvin, in seguito remixata con una collaborazione con Beyoncé.
Ad agosto 2018 Willy William vince un MTV Video Music Awards grazie al videoclip di Mi gente che conta oggi più di 3 miliardi di visualizzazioni su YouTube. Mi gente fa anche parte dello Spotify Billions Club avendo sorpassato un miliardo di streams sulla piattaforma.

## Stile musicale
Willy William è autodidatta e conosciuto per la sua capacità di fondere suoni elettronici con ritmi latini, africani e pop. Suona diversi strumenti e cura personalmente molte delle sue produzioni.

## Discografia

### Album in studio
- 2016 – Une seule vie

### Singoli
- 2013 – Baila
- 2015 – Te quiero
- 2015 – Ego
- 2016 – Qui tu es?
- 2016 – On s'endort (feat. Keen'V)
- 2016 – Paris (feat. Cris Cab)
- 2016 – Tes mots
- 2017 – R.Q.T
- 2017 – Voodoo Song
- 2017 – Mi gente (con J Balvin)